# Reynaldo Uribe
Reynaldo Vasco Uribe (Pergamino, 27 de mayo de 1951-Rosario, 12 de enero de 2014) fue un poeta y gestor cultural argentino.

## Primeros años
Se recibió de bachiller nacional en el Colegio Nacional Almirante Brown, de Pergamino (provincia de Buenos Aires). En 1970 se mudó a la ciudad de Rosario, donde estudió arquitectura en la Facultad de Arquitectura, Planeamiento y Diseño (de la Universidad Nacional de Rosario). Egresó como arquitecto en 1976.

Tuve una infancia sencilla y muy pero muy feliz, una buena familia, excelentes amigos, mujeres inolvidables.
Reynaldo Uribe

## Trabajos

### Trabajos en el ámbito oficial[2]
- 1977-1978: jefe del Área Cultural del Departamento de Extensión Universitaria, Universidad Nacional de Rosario.
- 1987-1988: delegado en la provincia de Santa Fe del PRONDEC (Programa Nacional de Democratización de la Cultura), dependiente de la Presidencia de la Nación, por contrato con PNUD (Programa de las Naciones Unidas para el Desarrollo).
- 1989-1993: director general del Centro Cultural Bernardino Rivadavia ―en el microcentro de la ciudad de Rosario― dependiente de la Subsecretaría de Cultura (Municipalidad de Rosario).
- coordinador general del Centro de Investigación y Capacitación Cultural, Secretaría de Cultura y Educación, Municipalidad de Rosario.
- coordinador de la Casa de la Poesía, Secretaría de Cultura y Educación, Municipalidad de Rosario.

### Trabajos en ONG (organismos no gubernamentales)[2]
- fines de los años ochenta: coeditor de la revista Río Tinto.[1]
- director de la revista Tiempo Joven.
- director de la revista Herramienta.
- director de la revista Inminencia.
- director de la revista La nube en pantalones.
- 1993-1998: presidente de SADE (Sociedad Argentina de Escritores), seccional Rosario.
- formó parte de la cooperativa de arte Cooperart.[1]
- director de la revista Casa Tomada. Revista de cultura y pensamiento, declarada de interés municipal por el Honorable Concejo Municipal de Rosario, y de interés provincial por la Gobernación de la provincia de Santa Fe. En La Habana (Cuba) presentó su revista cultural Casa Tomada en la UNEAC (Unión de Escritores y Artistas Cubanos) y en La Bodeguita del Medio.
- director y editor de Juglaría. Revista latinoamericana para las artes y las letras (hasta su fallecimiento).
- presidente de Juglaría, Cooperativa de Trabajo Ltda.
- director de la editorial Juglaría.

Condujo muchos programas culturales en las radios de Rosario.
Como gestor cultural, organizó tres Encuentros Nacionales de Poetas (Poesía e Integración Regional) en la ciudad de Venado Tuerto (provincia de Santa Fe).
En las redes sociales se lo recuerda como un «gran poeta y uno de los fundadores de la prestigiosa institución El Club de los que Tienen Sed».

## Fallecimiento
Enfermó de un linfoma.
Falleció a última hora de la tarde del domingo 12 de enero de 2014.
Fue enterrado en el cementerio La Piedad (de Rosario).

## Obras[2]
- 1980: La cuna de tu sombra (poesía), premiado por el Departamento de Expresiones Artísticas de la Universidad de Panamá.
- 1983: Resistencia (poesía), segunda edición: 1988.
- 1984: Rito de la ausencia (poesía).
- 1989: De espejos, poemas y suicidios (poesía), segunda edición: 1992.
- 1993: Quien conspira (poesía).
- 1996: Ciudad sin sueño (poesía).
- 1999: Riberas del exilio (poesía), antología.
- 2001: Palabras para Silvia (poesía).
- 2002: Casa de vidrio (poesía), antología.
- 2003: Poemas de amor en blanco y negro (poesía), antología.
- 2005: Juegos de la memoria (poesía).
- 2007: Los elegidos (poesía).
- 2007: De los laberintos no se sale por arriba (poesía); polemiza desde el título con aquel verso de Leopoldo Marechal, «de todo laberinto se sale por arriba».
- 2011: Constelación de los días (poemas y relatos).
- «El tren» (trabajo de investigación publicado en el diario La Capital de Rosario en la serie de fascículos Historias de nuestra región).
- «Personajes del siglo XX» (trabajo de investigación publicado en el diario La Capital de Rosario en la serie de fascículos Historias de nuestra región).
- Hacia una cultura de la democracia (ensayo), inédito.
- Las razones del naufragio (novela), inédita.